# Helen Langdon
Helen Langdon, född 6 juni 1943, är en brittisk konsthistoriker.
Helen Langdon är dotter till juristen och författaren John F. Drabble och läraren Kathleen Marie Bloor, yngre syster till författaren och kritikern A.S. Byatt och författaren Margaret Drabble, samt till juristen Richard Drabble.
Hon utbildade sig på Cambridge University i Storbritannien och disputerade på Courtauld Institute of Art på University of London. 
Hon var biträdande chef för British School at Rome 2002–2003.